# 尤里·波古利亚伊科
尤里·米哈伊洛维奇·波古利亚伊科（烏克蘭語：Юрій Михайлович Погуляйко；1978年11月12日—）是乌克兰政治人物，自2019年11月12日起担任沃伦州州长。